# Pseudanthias kashiwae
Pseudanthias kashiwae és una espècie de peix de la família dels serrànids i de l'ordre dels perciformes.

## Morfologia
- Els mascles poden assolir 11 cm de longitud total.[4][5]

## Hàbitat
És un peix marí de clima tropical i associat als esculls de corall que viu entre 10-30 m de fondària.

## Distribució geogràfica
Es troba des de Maurici i les Maldives fins al sud del Japó i Papua Nova Guinea.